# Полін Конга
Полін Конга  (англ. Pauline Konga, 10 квітня 1970) — кенійська легкоатлетка, олімпійська медалістка.

## Виступи на Олімпіадах
| Олімпіада      | Дисципліна         | Місце     |
| -------------- | ------------------ | --------- |
| Барселона 1992 | біг на 3000 метрів | 8 h3 r1/2 |
| Атланта 1996   | біг на 5000 метрів | 2         |

## Зовнішні посилання
- Досьє на sport.references.com [Архівовано 23 вересня 2013 у Wayback Machine.]